# Heliamphora exappendiculata
Heliamphora exappendiculata este o specie de plante carnivore din genul Heliamphora, familia Sarraceniaceae, ordinul Ericales. A fost descrisă pentru prima dată de Bassett Maguire și Amp; Steyerm., și a primit numele actual de la Nerz och Amp; Wistuba. Conform Catalogue of Life specia Heliamphora exappendiculata nu are subspecii cunoscute.